# Boîte à bac
Une boîte à bac est un lycée privé hors contrat en France. Elle ne bénéficie pas de financements publics, et n'est pas tenue de suivre les programmes de l'Éducation nationale : son objectif est de préparer ses élèves au baccalauréat.

## Histoire
Très prospères et répandues dans les années 1970, les boîtes à bac, souvent à but lucratif, déclinent, et un grand nombre d'entre elles a fait faillite depuis. Il en reste une vingtaine à Paris ; la plus célèbre d'entre elles est l'Institut du Marais-Charlemagne-Pollès, constitué entre autres de l'ancienne Charlemagne, dite Charlot.
En 2007, on compte 2,7 % d'élèves du secondaire en France qui sont scolarisés dans une boîte à bac.

## Concept
On trouve deux types principaux de boîtes à bac : celles pour les étudiants en difficulté et décrocheurs, qui visent à leur faire obtenir le baccalauréat quelle que soit leur note, et celles qui visent plutôt des parents aisés souhaitant un encadrement maximal pour leurs enfants. 
Dans les boîtes à bac, on retrouve régulièrement des aménagements en plus des cours classiques : cours particuliers dans chaque discipline et recours à des coach, par exemple. D'autres établissements auront un bulletin hebdomadaire plutôt que trimestriel, par exemple. Un point commun de la majorité de ces établissements est leurs effectifs réduits, généralement moins de 15 élèves par classe.

## Critiques et contrôles
Les boîtes à bac, comme tous les établissements privés hors contrat, ne bénéficient pas de financements publics. Leurs tarifs, souvent de 400 à 1300 euros par mois, peuvent donc être un facteur d'exclusion sociale. « Le risque est d’aboutir à une fragmentation sociale et une transmission de valeurs propres à chaque communauté », explique un ancien enseignant d'une boîte à bac de Neuilly. En raison du but lucratif historique des boîtes à bac, certains établissements d'enseignement privé hors contrat, préparant les élèves décrocheurs au baccalauréat, réfutent l'appellation de « boîte à bac ». 
Il est difficile d'évaluer l'efficacité des boîtes à bac, la Maison des examens ne divulguant pas leurs résultats au bac. Elles ne sont pas tenues de suivre le programme de l'Éducation nationale et n'ont pas de critères de sélection des enseignants. Cependant, elles sont contrôlées tous les 6 ou 7 ans en moyenne : ce contrôle porte sur des règles sanitaires et sociales autant que sur le respect de l'instruction obligatoire. Début 2016, Najat Vallaud-Belkacem annonce qu'à partir de septembre 2017, ces contrôles seront plus fréquents et poussés.

## Quelques boîtes à bac notoires
- Fides[5]
- Cours Molière[5]
- École Maigret[5]
- Saint-John Perse
- Institut du Marais-Charlemagne-Pollès

## Au cinéma
Le film Les Sous-doués (1980) se déroule dans une boîte à bac fictive, le Cours Louis XIV à Versailles.
Dans le film L'Étudiante (1988), le personnage de Valentine (Sophie Marceau) est professeur dans une boîte à bac.